# The Turning Wheel (álbum)
The Turning Wheel es el tercer álbum de estudio de la artista de pop experimental estadounidense Spellling, lanzado el 25 de junio de 2021 bajo el sello Sacred Bones Records. El álbum fue bien recibido por la crítica musical.

## Composición
The Turning Wheel nos muestra a Spellling complementando su previo estilo de dark wave y sonidos góticos expandiéndose así hacia un terreno de pop progresivo.
Así como, la introducción del álbum "Little Deer" toma del jazz pop y lounge pop de los 60s, mientras que "Emperor with an Egg" se adentra en el chamber pop.
El álbum está dividido en dos partes, tituladas Above (Encima) y Below (Debajo) respectivamente. La primera empieza con Little Deer y cierra con Emperor with an Egg, mientras que la segunda empieza con Boys at School y finaliza con Revolution.

## Recepción crítica
The Turning Wheel recibió generalmente notas positivas pronto a su liberación. En Metacritic, el cual asigna un índice normalizado hasta 100 de publicaciones profesionales, recibió una puntuación mediana de 79, indicando "generalmente reseñas favorables". En AnyDecentMusic? recibió un 7.5 de 10, basado en la valoración del consenso crítico. El crítico musical y YouTuber Anthony Fantano lo calificó con un 10 de 10.

## Listado de pista
Todas las canciones escritas por Spellling.
Above
1. "Little Deer" – 5:39
2. "Always" – 5:14
3. "Turning Wheel" – 3:33
4. "The Future" – 3:27
5. "Awaken" – 4:31
6. "Emperor with an Egg" – 3:09

Below
1. "Boys at School" – 7:28
2. "Legacy" – 3:51
3. "Queen of Wands" – 5:21
4. "Magic Act" – 5:40
5. "Revolution" – 5:59
6. "Sweet Talk" – 3:33

## Personal
Los créditos se adaptaron de Tidal.
Músicos
- Noor Al-Samarrai – choir
- Rita Andrade – viola
- Monica Benson – flugelhorn, trumpet
- Calliope Brass Quintet – brass
- Ted Case – string arrangements
- Jennifer Hinkle – bass trombone
- Donia Jarrar – piano
- Milo Jimenez – acoustic guitar
- Nick Marchione – brass arrangement
- Sara Mayo – trombone
- Jinty McTavish – violín
- Dharma Mooney – choir
- Macgregor Munson – banjo
- Brijean Murphy – conga drum
- Erin Paul – horn
- Lidia Rodriguez – baritone saxophone
- Javier Santiago – piano
- Rebecca Steinberg – flugelhorn, trumpet
- Sabrina Tabby – violín
- Ezra Teshome – choir
- Carolyn Walter – bassoon, clarinet, bass clarinet
- Del Sol Quartet - strings

Técnico
- Spellling – producer
- Drew Vandenberg – additional production, mixing
- Adrian Morgan – mastering
- Jonny Esser – mastering
- Mike Johnson – mastering
- Aleks Ozolins – engineer
- John Finkbeiner – engineer